# Thalurania furcata
El zafiro golondrina (Thalurania furcata), también denominado picaflor zafiro (en Argentina, Bolivia y Paraguay), colibrí hada de alas azules, ninfa morada (en Colombia), ninfa de cola ahorquillada (en Peru). ninfa tijereta (en Ecuador), tucusito morado (en Venezuela) o zafiro morado, es una especie de ave apodiforme de la familia Trochilidae —los colibríes— perteneciente al género  Thalurania. Es nativa de América del Sur

## Distribución y hábitat
Se distribuye por una inmensa área a oriente de los Andes que abarca la totalidad de la cuenca del Amazonas, el escudo guayanés, el cerrado brasileño y la región chaqueña, incluyendo Guayana Francesa, Surinam, Guyana, este y sur de Venezuela, este y sur de Colombia, este de Ecuador, este de Perú, norte y este de Bolivia, Paraguay, Brasil (excepto toda la faja litoraleña oriental y gran parte del sur) y norte de Argentina.
Esta especie es considerada común en la mayor parte de su distribución, en una variedad de hábitats que incluyen bosques húmedos (tanto de terra firme como de várzea en la Amazonia, donde muestra una notable preferencia por los claro y borde de bosque; crecimientos secundairos más altos y plantaciones y jardines semiabiertos y sombreados; posiblemente en hábitats con más matorrales en algunas partes del área de distribución, pero se carece de información más detallada.

## Descripción
El macho mide entre 9,5; y 10,5 cm de longitud y la hembra 8,5 cm.
El macho tiene la garganta verde iridiscente, el abdomen y una banda en la espalda color violeta. El vientre de la hembra es gris pálido; tiene puntas blancas en las tres plumas que sobresalen de la cola. Pico un tanto curvo; partes superiores verde vivo; cabeza verde, corona negruzca en el macho. En la hembra la corona es cobrizo bronceada. Cola larga (pero menos que en otras Thaluranias) y bifurcada azul negruzca. En la hembra la cola es más corta y menos bifurcada.

## Comportamiento

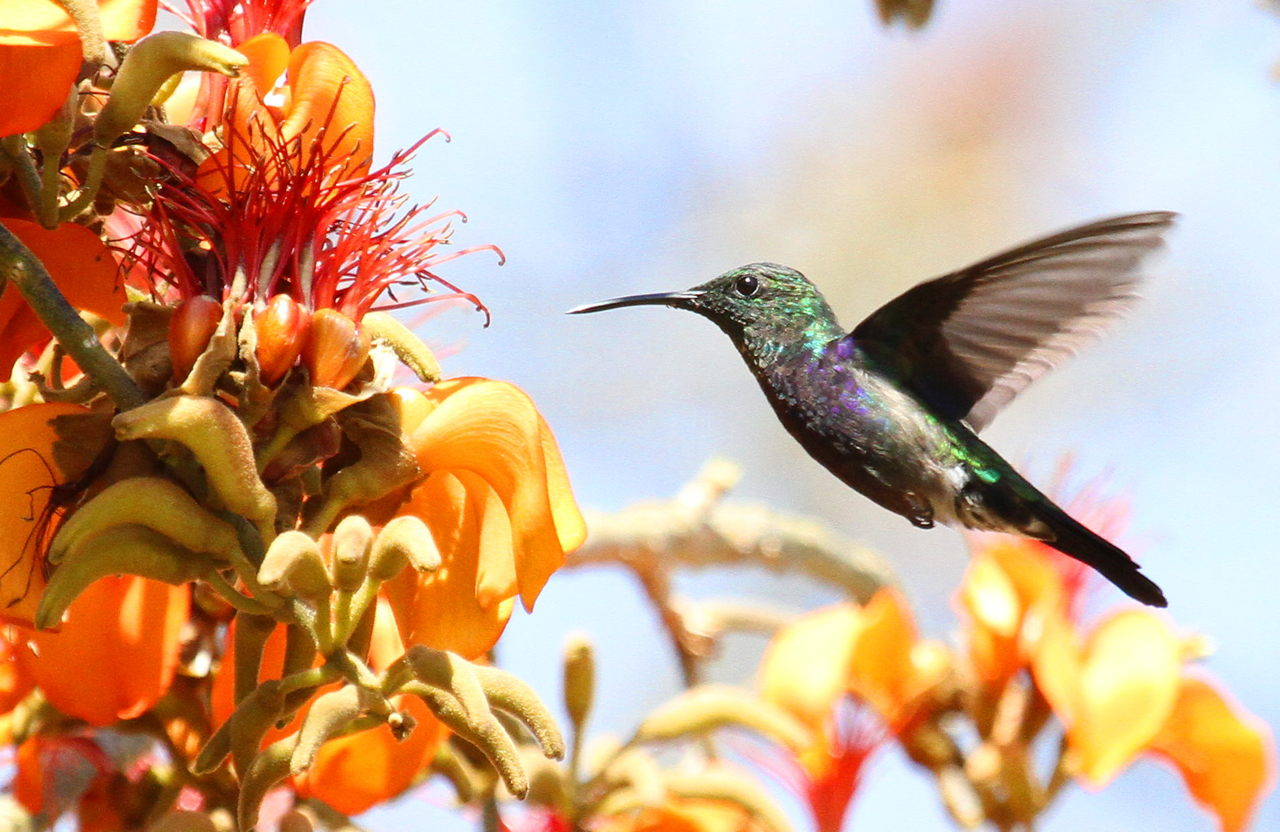
Un macho de zafiro golondrina alimentándose de Erythrina velutina

### Alimentación
Solitario, visita flores buscando el néctar a baja altura, pero puede subir hasta el estrato medio del bosque (generalmente el macho). Fue observado en el sureste de Pará, Brasil, alimentándose en el borde de bosques secundarios em flores de Helicteres ovata, junto a ejemplares de la especie esmeralda gorgiazul (Chlorostilbon notatus).

### Reproducción
Como las otras especies del género, construye un nido en forma de taza.

### Vocalización
Canta poco, una serie de notas «chip» débiles.

## Sistemática

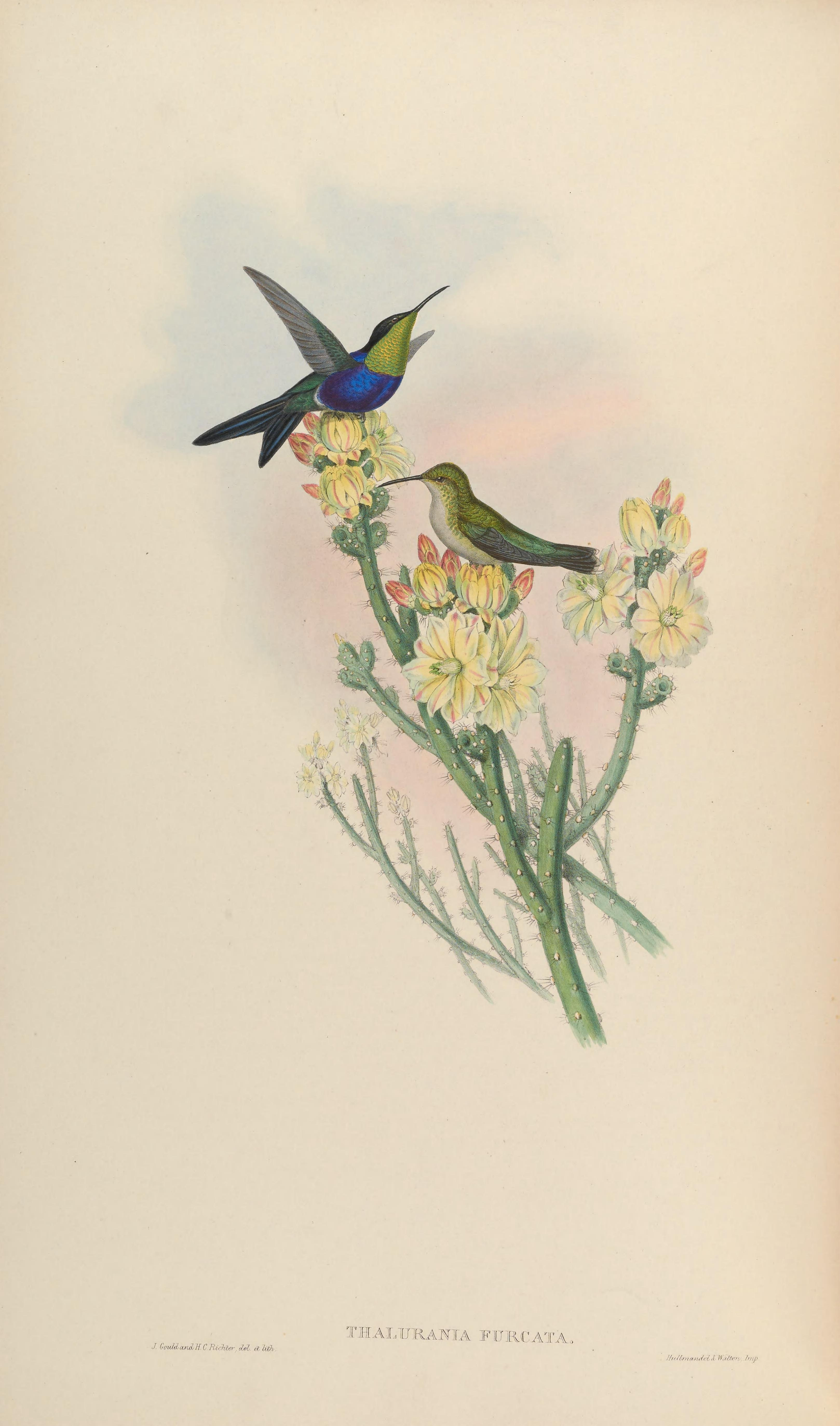
Thalurania furcata, ilustración de Gould y Richter en A monograph of the Trochilidae, or family of humming-birds 2, 1861.

### Descripción original
La especie T. furcata fue descrita por primera vez por el naturalista alemán Johann Friedrich Gmelin en 1788 bajo el nombre científico Trochilus furcatus; la localidad tipo es  «Cayena».

### Etimología
El nombre genérico femenino «Thalurania» se compone de las palabras del griego «thalos» que significa ‘cría’, ‘vástago’ y «ouranos» que significa ‘cielo’; y el nombre de la especie «furcata» proviene del latín «furcatus» que significa ‘bifurcado’, ‘ahorquillado’.

### Taxonomía
La mayoría de las subespecies actualmente reconocidas están basadas en variaciones de la coloración del macho adulto, y varias son dudosamente válidas. Las razas baeri y eriphile, con frente verde brillante, en el pasado fueron separadas como T. eriphile, pero esta última cruza con las razas de corona apagada adyacentes en Brasil, indicando fallas potenciales en atribuirle importancia taxonómica a este hecho. La raza jelskii representa zona de cruzamiento de viridipectus, simoni y boliviana; furcatoides cruza con balzani y baeri donde las zonas de distribución se superponen en el centro y centro norte de Brasil. La forma propueata Thalurania lerchi, conocida por pieles en Bogotá, es, aparentemente, un híbrido de la presente especie con Chrysuronia oenone; la forma Eucephala scapulata, conocida por un único ejemplar en la Guayana Francesa, es, probablemte, un híbrido de la presente especie con Chlorostilbon notatus.  La raza propuesta T. taczanowskii Dunajewski, 1938 (del noreste de Perú) no es separable de viridipectus con credibilidad. También se registran híbridos con Thalurania glaucopis.

### Subespecies
Según las clasificaciones del Congreso Ornitológico Internacional (IOC) y Clements Checklist/eBird  se reconocen trece subespecies, con su correspondiente distribución geográfica:
- Thalurania furcata refulgens Gould, 1853 – noreste de Venezuela.
- Thalurania furcata furcata (Gmelin, 1788) – extremo este de Venezuela, las Guayanas y noreste de Brasil (norte del río Amazonas).
- Thalurania furcata fissilis Berlepsch & Hartert, 1902 – este de Venezuela y extremo oeste adyacente de Guyana y noreste de Brasil.
- Thalurania furcata orenocensis Hellmayr, 1921 – región del alto río Orinoco al sur de Venezuela.
- Thalurania furcata nigrofasciata (Gould, 1846) – sureste de Colombia, noroeste de Brasil (alto río Negro) y extremo sur de Venezuela.
- Thalurania furcata viridipectus Gould, 1848 – laderas al este de los Andes y tierras bajas adyacentes del este de Colombia, este de Ecuador y noreste de Perú.
- Thalurania furcata jelskii Taczanowski, 1874 – mayor parte del este de Perú y adyacencias de Brasil.
- Thalurania furcata simoni Hellmayr, 1906 – región al sur del alto Amazonas en el extremo este de Perú y oeste de Brasil.
- Thalurania furcata balzani Simon, 1896 – centro norte de Brasil, al sur del río Amazonas.
- Thalurania furcata furcatoides Gould, 1861 – región al sur del bajo Amazonas al este de Brasil.
- Thalurania furcata boliviana Boucard, 1894 – laderas de los Andes y tierras bajas adyacentes del sureste de Perú y noreste de Bolivia.
- Thalurania furcata baeri Hellmayr, 1907 – noreste y centro de Brasil al sureste de Bolivia y noroeste y centro norte de Argentina.
- Thalurania furcata eriphile (Lesson, 1832) – sureste de Brasil, adyacencias de Paraguay y noreste de Argentina (Misiones).